# بخش روند هد (شهرستان هاردین، اوهایو)
بخش روند هد (به انگلیسی: Roundhead Township) یک منطقهٔ مسکونی در ایالات متحده آمریکا است که در شهرستان هاردین، اوهایو واقع شده‌است.
 بخش روند هد ۶۷٫۰ کیلومتر مربع مساحت و ۷۲۰ نفر جمعیت دارد و ۳۱۴ متر بالاتر از سطح دریا واقع شده‌است.